# Believe (pjesma Dime Bilana)
"Believe" je pjesma Dime Bilana koja je pobijedila na Euroviziji 2008. Pjesmu su skladali Dima Bilan i Jim Beanz u suradnji s Timbalandom. U prvom polufinalu 20. svibnja 2008. je završio treći sa 135 bodova. U finalu 24. svibnja je pobijedio s 272 boda. Na Euroviziji su pjesmu izvodili Dima Bilan, Edvin Marton (violinist) i Evgenij Plušenko (klizač). Dima Bilan je također predstavljao Rusiju 2006. s pjesmom "Never Let You Go".